# Вера и Церковь
Ве́ра и Це́рковь — духовный богословско-апологетический журнал, издававшейся в Москве.
Инициатором создания журнала «Вера и Церковь» стал законоучитель императорского лицея в память цесаревича Николая в Москве, священник Иоанн Соловьев. Он обратился с ходатайством об открытии нового журнала в Святейший синод в январе 1897 года, предполагая начать издание журнала с января 1898 года, затем хотел начать печатать журнал с сентября 1898 года, однако издание журнала началось только с 1899 года. Помощь при открытии журнала оказал митрополит Московский Владимир. Целью создания журнал было восполнение недостатка духовных изданий для светски образованных, но малосведущих в богословии людей. По мнению Соловьёва журнал должен был произвести апологетическое раскрытие благодатной истины православной церкви для искренне ищущих её, но обольщаемых рационализмом. Соловьёв стал редактором-издателем нового журнала. Цензором журнала стал протопресвитер Московского Успенского собора Николай Благоразумов. Стоимость подписки на журнал — 5 рублей, а с пересылкою — 6 рублей. Распространялся по подписке. Общий объём номеров журнала в год равнялся двум томам малого журнального формата. Тираж журнала в 1901-1905 годах был 1200-1300 экземпляров, в 1906 — 570 экземпляров, в 1907 — 350 подписчиков. Журнал прекратил своё существование из-за снижения числа подписчиков издание после выпуска в 1907 году двух объединенных номеров — 6-8 и 9-10. В 1904 году издан «Указатель к журналу за первое пятилетие его, 1899—1903 гг.». В 1908 году издана книга Соловьёва «В заключение девятилетия духовнаго, богословско-апологетическаго журнала "Вера и Церковь"».
Первые номера журнала были разделены на два раздела: научно-богословский и церковно-общественный, позднее в журнале сформировался третий раздел — обширное библиографическое обозрение. В журнале были напечатаны статьи многих известных богословов и христианских писателей того времени: митрополита Антония (Храповицкого), епископа Виссариона (Нечаева), епископа Михаила (Лузина), епископа Павла (Вильчинского); протопресвитера Н. В. Благоразумова, А. Д. Беляева, А. И. Введенского, С. С. Глаголева, Д. Ф. Голубинского, А. Ф. Гусева, протоиерея Н. Е. Елеонского, графа Л. А. Комаровского, И. Н. Корсунского, А. П. Лебедева, протоиерея А. В. Мартынова, И. У. Палимпсестова, А. Н. Чемоданова, В. П. Михайлова, А. А. Тихомирова, Е. Поселянина,  протоиерея И. И. Сергиева, протоиерея И. А. Орфанитского, иерея А. А. Полозова, А. А. Соколова, протоиерея И. И. Соловьёва, М. М. Тареева, иерея Ф. И. Титова, протоиерея К. Галахова, иерея Е. Попова, И. И. Добросердова,  протоиерея Т. И. Буткевича, И. В. Соболевского и многих московских учёных священников, и других лиц.
Статьи, помещаемые в журнале, были посвящены следующим вопросам: атеизму, материализму, эволюционизму, первобытной религии, единоверию, церковной обрядности, условиям богопознания, теизму, пессимизму, критике ветхозаветных писаний, буддизму, язычеству, национализму, лекциям по «библейской науке», вере, церкви, христианским добродетелям – любви, милосердию и другим; благотворительности, церковному пению, искуплению, возрождению, спасению; Евангелию, Ветхому Завету, толкованию на некоторые отдельные места Священного Писания; правам женщин, клятве, государству, таинствам, творению мира, концу мира; жизни, бессмертию, счастью; нищете и богатству, идеи мира, войне, браку, дуэли, театральным зрелищам в дни поста, прогрессу, этическому воспитанию в школе, эстетической жизни, свободе веры, воспитанию, школе, земледельческой культуре, посту и многим другим.
К журналу издавалось приложение, в нём в 1902 году вышла книга епископа Михаила (Грибановского) «Св. апостол Павел и его послания: Из акад. лекций». 

## Источник
- Выпуски журнала «Вера и Церковь» за 1899-1907 годы на сайте «Азбуки» Архивная копия от 16 марта 2018 на Wayback Machine